# Heteropoda steineri
Heteropoda steineri là một loài nhện trong họ Sparassidae.
Loài này thuộc chi Heteropoda. Heteropoda steineri được miêu tả năm 2009 bởi Bayer & Peter Jäger.